# Communauté de communes Cœur de Charente
Die Communauté de communes Cœur de Charente ist ein französischer Gemeindeverband mit der Rechtsform einer Communauté de communes im Département Charente in der Region Nouvelle-Aquitaine. Sie wurde am 19. Dezember 2016 gegründet und umfasst 48 Gemeinden (Stand: 1. Januar 2025). Der Verwaltungssitz befindet sich im Ort Tourriers.

## Historische Entwicklung
Der Gemeindeverband entstand mit Wirkung vom 1. Januar 2017 durch die Fusion der Vorgängerorganisationen
- Communauté de communes de la Boixe,
- Communauté de communes du Pays d’Aigre und
- Communauté de communes du Pays Manslois

unter gleichzeitiger Bildung der Commune nouvelle Aunac-sur-Charente.
Zum 1. Januar 2018 bildeten die ehemaligen Gemeinden Saint-Angeau, Sainte-Colombe und Saint-Amant-de-Bonnieure die Commune nouvelle Val-de-Bonnieure. Dadurch verringerte sich die Anzahl der Mitgliedsgemeinden auf 52.
Zum 1. Januar 2019 bildeten die ehemaligen Gemeinden Aigre und Villejésus die Commune nouvelle Aigre. Dadurch verringerte sich die Anzahl der Mitgliedsgemeinden auf 51.
Zum 1. Januar 2023 bildeten die ehemaligen Gemeinden Fontclaireau und Mansle die Commune nouvelle Mansle-les-Fontaines. Dadurch verringerte sich die Anzahl der Mitgliedsgemeinden auf 50.
Zum 1. Januar 2025 wurden die ehemaligen Gemeinden Aunac-sur-Charente und Moutonneau zur gleichnamigen Commune nouvelle Aunac-sur-Charente zusammengelegt sowie die ehemaligen Gemeinden Vars und Montignac-Charente zur Commune nouvelle La Boixe zusammengelegt. Dies reduzierte die Anzahl der Gemeinden des Gemeindeverbands von 50 auf 48.

## Mitgliedsgemeinden
| Gemeinde                                | Einwohner 1. Januar 2022 | Fläche km² | Dichte Einw./km² | Code INSEE | Postleitzahl |
| --------------------------------------- | ------------------------ | ---------- | ---------------- | ---------- | ------------ |
| Aigre                                   | 1.600                    | 23,82      | 67               | 16005      | 16140        |
| Ambérac                                 | 312                      | 12,10      | 26               | 16008      | 16140        |
| Anais                                   | 566                      | 9,87       | 57               | 16011      | 16560        |
| Aunac-sur-Charente                      | 662                      | 17,01      | 39               | 16023      | 16460        |
| Aussac-Vadalle                          | 549                      | 17,61      | 31               | 16024      | 16560        |
| Barbezières                             | 137                      | 9,29       | 15               | 16027      | 16140        |
| Bessé                                   | 113                      | 7,67       | 15               | 16042      | 16140        |
| Cellefrouin                             | 579                      | 40,09      | 14               | 16068      | 16260        |
| Cellettes                               | 388                      | 9,37       | 41               | 16069      | 16230        |
| Charmé                                  | 340                      | 11,42      | 30               | 16083      | 16140        |
| Chenon                                  | 125                      | 10,48      | 12               | 16095      | 16460        |
| Coulonges                               | 121                      | 3,02       | 40               | 16108      | 16330        |
| Ébréon                                  | 139                      | 10,05      | 14               | 16122      | 16140        |
| Fontenille                              | 343                      | 9,52       | 36               | 16141      | 16230        |
| Fouqueure                               | 431                      | 16,43      | 26               | 16144      | 16140        |
| Juillé                                  | 176                      | 8,60       | 20               | 16173      | 16230        |
| La Boixe                                | 2.862                    | 36,09      | 79               | 16393      | 16330        |
| La Chapelle                             | 191                      | 7,69       | 25               | 16081      | 16140        |
| La Tâche                                | 106                      | 7,30       | 15               | 16377      | 16260        |
| Les Gours                               | 93                       | 11,42      | 8                | 16155      | 16140        |
| Lichères                                | 95                       | 4,94       | 19               | 16184      | 16460        |
| Ligné                                   | 146                      | 7,97       | 18               | 16185      | 16140        |
| Lonnes                                  | 188                      | 7,51       | 25               | 16191      | 16230        |
| Lupsault                                | 111                      | 11,47      | 10               | 16194      | 16140        |
| Luxé                                    | 732                      | 12,17      | 60               | 16196      | 16230        |
| Maine-de-Boixe                          | 476                      | 9,35       | 51               | 16200      | 16230        |
| Mansle-les-Fontaines                    | 2.092                    | 11,36      | 184              | 16206      | 16230        |
| Mouton                                  | 223                      | 9,08       | 25               | 16237      | 16460        |
| Nanclars                                | 210                      | 5,73       | 37               | 16241      | 16230        |
| Oradour                                 | 155                      | 14,40      | 11               | 16248      | 16140        |
| Puyréaux                                | 571                      | 8,11       | 70               | 16272      | 16230        |
| Ranville-Breuillaud                     | 164                      | 12,84      | 13               | 16275      | 16140        |
| Saint-Amant-de-Boixe                    | 1.327                    | 22,39      | 59               | 16295      | 16330        |
| Saint-Ciers-sur-Bonnieure               | 313                      | 10,44      | 30               | 16307      | 16230        |
| Saint-Fraigne                           | 429                      | 32,10      | 13               | 16317      | 16140        |
| Saint-Front                             | 358                      | 13,35      | 27               | 16318      | 16460        |
| Saint-Groux                             | 130                      | 4,50       | 29               | 16326      | 16230        |
| Tourriers                               | 787                      | 6,77       | 116              | 16383      | 16560        |
| Tusson                                  | 240                      | 13,97      | 17               | 16390      | 16140        |
| Val-de-Bonnieure                        | 1.339                    | 28,11      | 48               | 16300      | 16230        |
| Valence                                 | 190                      | 10,87      | 17               | 16392      | 16460        |
| Ventouse                                | 121                      | 10,15      | 12               | 16396      | 16460        |
| Verdille                                | 383                      | 14,48      | 26               | 16397      | 16140        |
| Vervant                                 | 147                      | 9,56       | 15               | 16401      | 16330        |
| Villejoubert                            | 367                      | 7,82       | 47               | 16412      | 16560        |
| Villognon                               | 332                      | 9,17       | 36               | 16414      | 16230        |
| Vouharte                                | 312                      | 10,64      | 29               | 16419      | 16330        |
| Xambes                                  | 235                      | 5,25       | 45               | 16423      | 16330        |
| Communauté de communes Cœur de Charente | 22.006                   | 603,35     | 36               | –          | –            |